# Il tuo piacere è il mio
Il tuo piacere è il mio è un film a episodi del sottogenere decamerotico del 1973, diretto da Claudio Racca e ispirato a Le sollazzevoli istorie di Honoré de Balzac (1837).

## Trama
Nel '500 un nobile toscano dà un banchetto in cui vengono narrate storielle licenziose: un cardinale racconta storie sconce durante un banchetto che finisce in purga; una marchesa viene indotta in tentazione da un abate; una tintora ha rapporti carnali con un frate, e i due hanno un figlio; prigioniero di Carlo V, Francesco I di Francia ha una relazione con due spagnole e ottiene un'assoluzione preventiva dal Papa; un gruppo di cardinali si contengono una prostituta durante un concilio; il marchese Cavalcanti, rifiutato dalla sposa, sfoga le sue voglie con una prostituta sifilitica.